# Lista över fornlämningar i Ljungby kommun (Södra Ljunga)
Lista över fornlämningar i Ljungby kommun (Södra Ljunga) är en förteckning av ett urval av de fornlämningar som finns i Södra Ljunga i Ljungby kommun.
| Namn                                | Lämningstyp                 | Tillkomsttid | Historisk indelning   | Plats | Läge                 | ID-nr          | Bild                                      |
| ----------------------------------- | --------------------------- | ------------ | --------------------- | ----- | -------------------- | -------------- | ----------------------------------------- |
| Kämpakullarne (Södra Ljunga 1:1)    | Gravfält                    |              | Södra Ljunga, Småland |       | 56.782457, 14.020603 | 10075100010001 | Ladda upp en bild av detta fornminne      |
| Lustekulle (Södra Ljunga 2:1)       | Hög                         |              | Södra Ljunga, Småland |       | 56.780624, 14.011385 | 10075100020001 | Ladda upp en bild av detta fornminne      |
| Södra Ljunga 3:1                    | Stenkammargrav              |              | Södra Ljunga, Småland |       | 56.737222, 13.995077 | 10075100030001 | Ladda upp en bild av detta fornminne      |
| Södra Ljunga 4:1                    | Gravfält                    |              | Södra Ljunga, Småland |       | 56.744395, 13.989610 | 10075100040001 | Ladda upp en bild av detta fornminne      |
| Södra Ljunga 6:1                    | Hög                         |              | Södra Ljunga, Småland |       | 56.744120, 13.990916 | 10075100060001 | Ladda upp en bild av detta fornminne      |
| Södra Ljunga 8:1                    | Runristning                 |              | Södra Ljunga, Småland |       | 56.739964, 13.971312 | 10075100080001 | Ladda upp en bild av detta fornminne      |
| Jättingen (Södra Ljunga 13:1)       | Stenkammargrav              |              | Södra Ljunga, Småland |       | 56.791295, 14.096953 | 10075100130001 | Ladda upp en bild av detta fornminne      |
| Drakarör (Södra Ljunga 15:1)        | Röse                        |              | Södra Ljunga, Småland |       | 56.696672, 13.918433 | 10075100150001 | Ladda upp en bild av detta fornminne      |
| Södra Ljunga 16:1                   | Stenkammargrav              |              | Södra Ljunga, Småland |       | 56.689459, 13.922004 | 10075100160001 | Ladda upp en bild av detta fornminne      |
| Södra Ljunga 16:2                   | Stensättning                |              | Södra Ljunga, Småland |       | 56.689630, 13.921811 | 10075100160002 | Ladda upp en bild av detta fornminne      |
| Södra Ljunga 17:1                   | Hög                         |              | Södra Ljunga, Småland |       | 56.696198, 13.931071 | 10075100170001 | Ladda upp en bild av detta fornminne      |
| Södra Ljunga 18:1                   | Hög                         |              | Södra Ljunga, Småland |       | 56.701955, 13.926891 | 10075100180001 | Ladda upp en bild av detta fornminne      |
| Södra Ljunga 19:1                   | Hög                         |              | Södra Ljunga, Småland |       | 56.702013, 13.924813 | 10075100190001 | Ladda upp en bild av detta fornminne      |
| Södra Ljunga 20:1                   | Stensättning                |              | Södra Ljunga, Småland |       | 56.695826, 13.920908 | 10075100200001 | Ladda upp en bild av detta fornminne      |
| Södra Ljunga 20:2                   | Stensättning                |              | Södra Ljunga, Småland |       | 56.695695, 13.921024 | 10075100200002 | Ladda upp en bild av detta fornminne      |
| Södra Ljunga 31:1                   | Begravningsplats            |              | Södra Ljunga, Småland |       | 56.794029, 14.097524 | 10075100310001 | Ladda upp en bild av detta fornminne      |
| Södra Ljunga 32:1                   | Hög                         |              | Södra Ljunga, Småland |       | 56.766364, 14.009541 | 10075100320001 | Ladda upp en bild av detta fornminne      |
| Södra Ljunga 33:1                   | Stensättning                |              | Södra Ljunga, Småland |       | 56.699906, 13.925678 | 10075100330001 | Ladda upp en bild av detta fornminne      |
| Södra Ljunga 34:1                   | Gravfält                    |              | Södra Ljunga, Småland |       | 56.760768, 13.974248 | 10075100340001 | Ladda upp en bild av detta fornminne      |
| Södra Ljunga 50:1                   | Stenkammargrav              |              | Södra Ljunga, Småland |       | 56.801293, 14.048049 | 10075100500001 | Ladda upp en bild av detta fornminne      |
| Södra Ljunga 62:1                   | Stensättning                |              | Södra Ljunga, Småland |       | 56.745905, 14.007898 | 10075100620001 | Ladda upp en bild av detta fornminne      |
| Mjäryds kullar (Södra Ljunga 101:1) | Gravfält                    |              | Södra Ljunga, Småland |       | 56.764290, 13.995843 | 10075101010001 | Ladda upp en bild av detta fornminne      |
| Södra Ljunga 102:1                  | Gravfält                    |              | Södra Ljunga, Småland |       | 56.749296, 13.986331 | 10075101020001 | Ladda upp en bild av detta fornminne      |
| Tranehög (Södra Ljunga 105:1)       | Hög                         |              | Södra Ljunga, Småland |       | 56.760052, 13.989828 | 10075101050001 | Ladda upp en bild av detta fornminne      |
| Södra Ljunga 106:1                  | Hög                         |              | Södra Ljunga, Småland |       | 56.721299, 13.950403 | 10075101060001 | Ladda upp en bild av detta fornminne      |
| Södra Ljunga 106:2                  | Stensättning                |              | Södra Ljunga, Småland |       | 56.721127, 13.950152 | 10075101060002 | Ladda upp en bild av detta fornminne      |
| Södra Ljunga 106:3                  | Hög                         |              | Södra Ljunga, Småland |       | 56.720990, 13.949955 | 10075101060003 | Ladda upp en bild av detta fornminne      |
| Södra Ljunga 106:4                  | Hög                         |              | Södra Ljunga, Småland |       | 56.720824, 13.949661 | 10075101060004 | Ladda upp en bild av detta fornminne      |
| Södra Ljunga 107:1                  | Hällristning                |              | Södra Ljunga, Småland |       | 56.717304, 13.944090 | 10075101070001 | Ladda upp en bild av detta fornminne      |
| Södra Ljunga 108:1                  | Hög                         |              | Södra Ljunga, Småland |       | 56.756377, 13.990065 | 10075101080001 | Ladda upp en bild av detta fornminne      |
| Södra Ljunga 109:1                  | Stensättning                |              | Södra Ljunga, Småland |       | 56.721295, 13.952330 | 10075101090001 | Ladda upp en bild av detta fornminne      |
| Södra Ljunga 109:2                  | Stensättning                |              | Södra Ljunga, Småland |       | 56.721535, 13.951967 | 10075101090002 | Ladda upp en bild av detta fornminne      |
| Södra Ljunga 110:1                  | Hällristning                |              | Södra Ljunga, Småland |       | 56.716158, 13.942754 | 10075101100001 | Ladda upp en bild av detta fornminne      |
| Södra Ljunga 111:1                  | Hällristning                |              | Södra Ljunga, Småland |       | 56.716162, 13.943883 | 10075101110001 | Ladda upp en bild av detta fornminne      |
| Södra Ljunga 112:1                  | Hög                         |              | Södra Ljunga, Småland |       | 56.715077, 13.946897 | 10075101120001 | Ladda upp en bild av detta fornminne      |
| Södra Ljunga 112:2                  | Hög                         |              | Södra Ljunga, Småland |       | 56.715131, 13.947080 | 10075101120002 | Ladda upp en bild av detta fornminne      |
| Södra Ljunga 112:3                  | Hög                         |              | Södra Ljunga, Småland |       | 56.715033, 13.946703 | 10075101120003 | Ladda upp en bild av detta fornminne      |
| Södra Ljunga 114:1                  | Stenkammargrav              |              | Södra Ljunga, Småland |       | 56.714619, 13.943943 | 10075101140001 | Ladda upp en bild av detta fornminne      |
| Södra Ljunga 115:1                  | Hög                         |              | Södra Ljunga, Småland |       | 56.713997, 13.939614 | 10075101150001 | Ladda upp en bild av detta fornminne      |
| Södra Ljunga 116:1                  | Gravfält                    |              | Södra Ljunga, Småland |       | 56.715725, 13.940035 | 10075101160001 | Ladda upp en bild av detta fornminne      |
| Södra Ljunga 116:2                  | Hällristning                |              | Södra Ljunga, Småland |       | 56.716000, 13.939903 | 10075101160002 | Ladda upp en bild av detta fornminne      |
| Södra Ljunga 117:1                  | Gravfält                    |              | Södra Ljunga, Småland |       | 56.716330, 13.939485 | 10075101170001 | Ladda upp en bild av detta fornminne      |
| Södra Ljunga 117:2                  | Hällristning                |              | Södra Ljunga, Småland |       | 56.716124, 13.939602 | 10075101170002 | Ladda upp en bild av detta fornminne      |
| Södra Ljunga 118:1                  | Hög                         |              | Södra Ljunga, Småland |       | 56.718977, 13.955872 | 10075101180001 | Ladda upp en bild av detta fornminne      |
| Södra Ljunga 119:1                  | Hög                         |              | Södra Ljunga, Småland |       | 56.712772, 13.948158 | 10075101190001 | Ladda upp en bild av detta fornminne      |
| Rese sten (Södra Ljunga 124:1)      | Grav markerad av sten/block |              | Södra Ljunga, Småland |       | 56.710301, 13.939017 | 10075101240001 | Ladda upp en bild av detta fornminne      |
| Rese sten (Södra Ljunga 124:2)      | Grav markerad av sten/block |              | Södra Ljunga, Småland |       | 56.710405, 13.939095 | 10075101240002 | Ladda upp en bild av detta fornminne      |
| Södra Ljunga 131:1                  | Gravfält                    |              | Södra Ljunga, Småland |       | 56.705755, 13.929849 | 10075101310001 | Ladda upp en till bild av detta fornminne |
| Södra Ljunga 131:2                  | Runristning                 |              | Södra Ljunga, Småland |       | 56.705855, 13.930003 | 10075101310002 | Ladda upp en till bild av detta fornminne |
| Tittikullen (Södra Ljunga 133:1)    | Hög                         |              | Södra Ljunga, Småland |       | 56.706659, 13.933762 | 10075101330001 | Ladda upp en bild av detta fornminne      |
| Torsahögarna (Södra Ljunga 134:1)   | Gravfält                    |              | Södra Ljunga, Småland |       | 56.722392, 13.928592 | 10075101340001 | Ladda upp en bild av detta fornminne      |
| Södra Ljunga 144:1                  | Stensättning                |              | Södra Ljunga, Småland |       | 56.770572, 14.011174 | 10075101440001 | Ladda upp en bild av detta fornminne      |
| Södra Ljunga 173:1                  | Stenkammargrav              |              | Södra Ljunga, Småland |       | 56.687653, 13.920799 | 10075101730001 | Ladda upp en bild av detta fornminne      |
| Södra Ljunga 173:2                  | Röse                        |              | Södra Ljunga, Småland |       | 56.687310, 13.920999 | 10075101730002 | Ladda upp en bild av detta fornminne      |
| Södra Ljunga 177:1                  | Hällristning                |              | Södra Ljunga, Småland |       | 56.694877, 13.918033 | 10075101770001 | Ladda upp en bild av detta fornminne      |
| Södra Ljunga 181:1                  | Hällristning                |              | Södra Ljunga, Småland |       | 56.695993, 13.918858 | 10075101810001 | Ladda upp en bild av detta fornminne      |
| Södra Ljunga 182:1                  | Hällristning                |              | Södra Ljunga, Småland |       | 56.696071, 13.919372 | 10075101820001 | Ladda upp en bild av detta fornminne      |
| Södra Ljunga 195:1                  | Hög                         |              | Södra Ljunga, Småland |       | 56.744240, 13.937320 | 10075101950001 | Ladda upp en bild av detta fornminne      |
| Kungsbacken (Södra Ljunga 198:1)    | Hög                         |              | Södra Ljunga, Småland |       | 56.755772, 13.986247 | 10075101980001 | Ladda upp en bild av detta fornminne      |
| Södra Ljunga 205                    | Stensättning                |              | Södra Ljunga, Småland |       | 56.705881, 13.936061 | 12000000109382 | Ladda upp en bild av detta fornminne      |